# Vitamin C i prehlada
Prehladu izaziva više sojeva virusa među kojima rinovirus i koronavirus. Prehlade su vodeći razlog za posete lekaru i kao i za odsustvo sa posla i iz škole. Međutim, vitamin C ne sprečava prehladu niti umanjuje jačinu simptoma. On može da bude koristan za visoko aktivne osobe koji treniraju u stresnim uslovima.

## Istorija
Tokom 1970-tih je Lajnus Poling tvrdio da vitamina C značajno smanjuje pojavu prehlade, što je izazvalo široko rasprostranjeno uverenje da konzumiranje većih količina vitamina C može da umanji rizik od prehlade kao i da redukuje njenu jačinu. Prospektivna, kontrolisana studija na 715 studenata je proizvela slične zaključke. Utvrđeno je da vitamin C i megadozama korišten pre ili nakon pojave prehlade i njenih simptoma olakšava i sprečava simptome u testiranoj populaciju u poređenju sa kontrolnom grupom.
U zadnjih 30 godina, brojna placibo kontrolisana ispitivanja su izučavala efekat sumplementacije vitaminom C na sprečavanje i tretman prehlade. Više od 30 kliničkih ispitivanja sa preko 10.000 učesnika je ispitalo efekte dnevne upotrebe vitamina C u dozama do 2 g/dan. Kokhranov pregled, je na primer utvrdio da regularno konzumiranje vitamin C može da redukuje trajanje simptoma prehlade kod odraslih i dece, ali da ne umanjuje jačinu simptoma prehlade. Sve u svemu, međutim, značajno smanjenje rizika razvoja prehlade nije primećeno. Većina ispitivanje na ljudima koji nisu aktivni sportisti je dovela do kolektivnog zaključka da vitamin C ne sprečava, niti leči prehladu. On može da bude koristan za ljude koji su visoko fizički aktivni.</ref>